# Grand Prix Gobert
Der Grand Prix Gobert ist ein von der Académie française verliehener Preis für Geschichtsschreibung. Er wird jährlich für das „eloquenteste“ Werk zur Geschichte Frankreichs verliehen.
Es gibt auch einen Prix Gobert der Académie des Inscriptions et Belles-Lettres ebenfalls für Geschichtsschreibung.
Stifter beider Preise ist der Baron Napoleon Gobert (1807–1833), Sohn des napoleonischen Generals Jacques Nicolas Gobert (1760–1808) und Patensohn Napoleons. Er musste aus Gesundheitsgründen seine militärische Laufbahn abbrechen, war an der französischen Botschaft in London und ging dann nach Kairo, wo er nach einem unvorsichtigen Bad im Nil an einem Fieber starb. Er vermachte den beiden Akademien eine Leibrente, von der zwei Preise finanziert wurden: bei der Academie des Sciences neun Zehntel der Preissumme jährlich an den Autor des eloquentesten Buchs zur französischen Geschichte des vergangenen Jahres und ein Zehntel an den Zweitbesten. Solange kein besseres Buch erscheinen werde, sollte der Autor in jährlichen Abständen den Preis weiter erhalten (so erhielt Augustin Thierry 1841 den ersten Grand Prix Gobert und erhielt ihn weiter bis zu seinem Tod 1856). Die Academie des Inscriptions sollte ähnlich einen ersten und zweiten Preis für das gelehrteste und gründlichste Werk zur Geschichte Frankreichs vergeben. Die Erben versuchten vergeblich das Vermächtnis anzufechten, das demnach seit 1840 als Preisgeld ausgezahlt wurde (je 10.000 Franc jährlich für die beiden Akademien). Der Preis der Academie des Sciences wurde später Grand Prix Gobert genannt.
2017 war der Grand Prix Gobert mit 3800 Euro dotiert.

## Preisträger
Die Liste ist unvollständig.
- 1841 bis 1856 Augustin Thierry[3]
- 1885, 1886 Paul Thureau-Dangin für Histoire de la monarchie de juillet
- 1891 Alfred Baudrillart Philippe V et al cour de France
- 1893, 1894 Albert Vandal Napoléon et Alexandre 1er
- 1896 Gabriel Hanotaux Histoire du cardinal Richelieu
- 1899 Alfred Baudrillart Philippe V et al cour de France
- 1900 Pierre de La Gorce Histoire du Second Empire
- 1901 Alfred Baudrillart Philippe V et al cour de France
- 1902 Camille Jullian Vercingétorix
- 1903 Pierre de Nolhac La Création de Versailles
- 1906 Louis Madelin La Rome de Napoléon
- 1908 Camille Jullian Histoire de la Gaule
- 1911 Joseph Bédier Les légendes épiques. Recherches sur la formation
- 1912 Louis Madelin La Révolution
- 1918 Pierre de Nolhac Histoire du château de Versailles
- 1923 Louis Gillet Histoire de la nation française, tome XI : Histoire des Arts
- 1930 Paul Lévy Histoire linguistique d’Alsace et de Lorraine, Henri Leclercq Les journées d’octobre et la fin de l’année 1789. Vers la Fédération. La Fédération
- 1931 Émile Gabory L’Angleterre et la Vendée,  Marie de Roux La Restoration
- 1932 Antoine de Lévis-Mirepoix François 1er, Augustin Bernard L’Algérie
- 1933 Jean Thiry Le Sénat de Napoléon. Rôle du Sénat de Napoléon dans l’organisation militaire de la France impériale, René La Bruyère Henri IV, Charlotte de la Trémoille et son page, Pierre Coste Le grand saint du grand siècle, M. Vincent, Jean-Marie Carré Voyageurs et écrivains français en Égypte
- 1934 M. W. Serieyx Le général Fabvier, Louis Réau Histoire de l’expansion de l’art français moderne
- 1935 Charles Pouthas Une famille de bourgeoisie française de Louis XIV à Napoléon, René Grousset Histoire des croisades et du royaume franc de Jérusalem
- 1936 André Lasseray Les Français sous les treize étoiles, Ernest Durteille de Saint-Sauveur Histoire de Bretagne des origines à nos jours
- 1937 Paul Marrès Les Grands-Causses, Paul Azan L’armée d’Afrique de 1830 à 1852
- 1938 Marc-André Fabre Les drames de la Commune, M. J. Brugerette Le prêtre français et la société contemporaine
- 1939 Georges Sangnier La Terreur dans le district de Saint-Pol, Jean Leflon Étienne Alexandre Bernier, évêque d’Orléans
- 1940 Jean Thiry La Chute de Napoléon, Paul Filleul Le duc de Montmorency-Luxembourg
- 1941 Tourneur-Aumont La bataille de Poitiers, Henri Chamard Histoire de la Pléiade
- 1942 Philippe Sagnac La Fin de l’Ancien Régime et la Révolution américaine, Henri Le Marquant Tourville
- 1943 Jean Bourdon La Magistrature sous le Consulat et l’Empire, Louis André Michel Le Tellier et Louvois
- 1944 Félix Ponteil La fin de Napoléon, Émil Dard Le comte de Narbonne
- 1945 Ernest Labrousse La crise de l’économie française à la fin de l’ancien Régime et au début de la Révolution, Paul Bastid Doctrines et institutions politiques de la seconde République
- 1946 Pierre Rain L’Europe de Versailles, Pierre Gaxotte La France de Louis XIV
- 1947 André Latreille L’Église catholique et la Révolution française, Vizeadmiral Joubert La Marine française
- 1948 Antoine de Lévis-Mirepoix La France de la Renaissance, Henri Carré Le grand Carnot
- 1949 Marie-Madeleine Martin Histoire de l’Unité française, De La Tousche Monsieur Henri. Henri de la Rochejaquelain
- 1950 P. Bessand-Massenet Les deux France 1799-1804, Charles Aimond Histoire religieuse de la Révolution dans le département de la Meuse et du diocèse de Verdun (1789-1802)
- 1951 Pierre Saint-Marc Émile Ollivier, Georges Bonnet Ferdinand de Lesseps
- 1952 Pierre Rain für sein Gesamtwerk, Jean Duhamel Louis-Philippe et la première entente cordiale
- 1953 Georges Rigault Histoire générale de l’Institut des Frères des Écoles chrétiennes, Jacques Hérissay La vie religieuse à Paris sous la Terreur
- 1954 Jacques-Sylvestre de Sacy Le comte d’Angiviller, Paule-Henry Bordeaux Louise de Savoie Régente et "Roi" de France
- 1955 Armand Sauzet Desaix le Sultan juste, Henri Fréville L’Intendance de Bretagne (1689-1790)
- 1956 François Piétri für sein Gesamtwerk, Guillaume de Bertier de Sauvigny La Restauration
- 1957 Rousselet Histoire de la magistrature française, André Fugier Napoléon et l’Italie. La Révolution française et l’Empire napoléonien
- 1958 Bernardine Melchior-Bonnet Napoléon et le Pape, Louis Borne L’Instruction populaire en Franche-Comté avant 1792
- 1959 Jacques Mordal La Marine française pendant la seconde guerre mondiale, J.-F. Gravier Paris et le désert français
- 1960 Auphan La Marine française pendant la seconde guerre mondiale, Roger Dion Histoire de la vigne et du vin en France, des origines au XIXe siècle
- 1961 Jean-Jacques Hatt Histoire de la Gaule romaine, François Bluche Les magistrats du Parlement de Paris au XVIIIe siècle
- 1962 Pierre Grosclaude Malesherbes, témoin de son temps, Henri Amouroux La vie des Français sous l’occupation
- 1963 Robert Lacour-Gayet Calonne, Henri-Paul Eydoux La France antique
- 1964 Jacques Hillairet, für Dictionnaire des rues de Paris, Joël Le Gall Alésia,  Jacques Roger Les sciences de la vie dans la pensée française du XVIIIe siècle
- 1965 Paul Ganière Napoléon à Sainte-Hélène, Robert Christophe Danton
- 1966 Roger Glachant Histoire de l’Inde des Français, Émil Coonaert Les Compagnonnages
- 1967 Robert Christophe Le siècle de M. Thiers, Paul Bastid Benjamin Constant et sa doctrine
- 1968 Jean Delumeau La civilisation de la Renaissance, Édouard Bonnefous Histoire de la IIIe République, Henry Bergasse Histoire de l’Assemblée, Édith Thomas Rossel
- 1969 Philippe Erlanger Clémenceau, Claude Dulong L’Amour au XVIIe siècle
- 1970 Henri Michel L’Histoire de la Seconde Guerre mondiale, Marianne Cermakian La Princesse des Ursins, sa vie et ses lettres, Michel Roquebert L’Épopée cathare (1198-1212)
- 1971 Jean Tulard Nouvelle Histoire de Paris: le Consulat et l’Empire, Michel Antoine Le Conseil du Roi sous le règne de Louis XV
- 1972 Anne Denieul-Cormier Paris à l’aube du Grand Siècle, Maurice Baumont für sein Gesamtwerk
- 1973 Charles Higounet Histoire de Bordeaux, Raoul Girardet L’idée coloniale en France
- 1974 Jean Rouvier Les Grandes Idées politiques des origines à J.-J. Rousseau, Georges Gusdorf L’avènement des sciences humaines au siècle des Lumières
- 1975 Bernard Simiot Suez, cinquante siècles d’histoire, Louis Chevalier Histoire anachronique des Français
- 1976 Armand Lunel Juifs du Languedoc, de la Provence et des États français du Pape, Yves-Marie Bercé, Histoire des Croquants
- 1977 Georges Duby Le temps des cathédrales, Jacques Bariety Les Relations franco-allemandes après la Première Guerre mondiale
- 1978 Robert Mandrou L’Europe absolutiste. Raison et raison d’État (1649–1775), Étienne Taillemite Bougainville et ses compagnons autour du Monde (1766-1769)
- 1979 Jean Rouvier Les Grandes Idées politiques de Jean-Jacques Rousseau à nos jours, Pierre de Gorsse Les Grandes Heures de Toulouse
- 1980 Pierre Chevallier Louis XIII, Ivan Cloulas Catherine de Médicis
- 1981 Jean Favier La Guerre de Cent Ans, Claude Dulong Anne d’Autriche
- 1982 Pierre Chaunu Histoire et décadence,  Edmond Pognon La Vie quotidienne en l’an mille
- 1983 Jean-François Chiappe La Vendée en armes, Michel Poniatowski Talleyrand et le Directoire
- 1984 Jean-Denis Bredin L’Affaire, Pierre Miquel La Grande Guerre
- 1985 Pierre Goubert Initiation à l’Histoire de France, Gabriel de Broglie Madame de Genlis
- 1986 Marc Vigié Les Galériens du roi, Ivan Cloulas Henri II
- 1987 Pierre Grimal Cicéron, Louis-Eugène Mangin Le général Mangin, Pierre Antonetti Sampiero, soldat du roi et rebelle corse
- 1988 Jean-Paul Bled François-Joseph, Inès Murat La Seconde République
- 1989 Jean-François Sirinelli Génération intellectuelle, Henri-Jean Martin Histoire et Pouvoirs de l’écrit
- 1990 Michel Antoine Louis XV, Jean-Luc Chartier De Colbert à l’Encyclopédie
- 1991 Maurice Agulhon La République, de 1880 à nos jours, Emmanuel de Waresquiel Le Duc de Richelieu
- 1992 Roger Chartier für sein Gesamtwerk
- 1993 Pierre Nora Lieux de mémoire
- 1994 Jean Meyer Bossuet
- 1995 François Furet Le Passé d’une illusion. Essai sur l’idée communiste au XXe siècle
- 1996 Jacques Le Goff Saint-Louis, und sein Gesamtwerk
- 1997 Régine Pernoud für ihr Gesamtwerk
- 1998 Jacques Heers Jacques Cœur, und sein Gesamtwerk
- 1999 Bernard Quilliet La France du beau XVIe siècle, Michel Fleury für sein Gesamtwerk
- 2000 Alain Corbin für sein Gesamtwerk
- 2001 Venceslas Kruta Les Celtes, Pierre Pierrard für sein Gesamtwerk
- 2002 Jean-Jacques Becker für sein Gesamtwerk
- 2003 Jean Lacouture für sein biographisches Gesamtwerk
- 2004 Mona Ozouf für ihr Gesamtwerk
- 2005 Bartolomé Bennassar La Guerre d’Espagne et ses lendemains
- 2006 Joël Cornette Histoire de la Bretagne et des Bretons und sein Gesamtwerk
- 2007 Paul Veyne für sein Gesamtwerk
- 2008 Pierre Blet für sein Gesamtwerk
- 2009 Guy Thuillier für sein Gesamtwerk
- 2010 Jean-Louis Crémieux-Brilhac für Georges Boris. Trente ans d’influence. Blum, de Gaulle, Mendès France und sein Gesamtwerk
- 2011 Michel Winock für Madame de Staël und sein Gesamtwerk
- 2012 Colette Beaune für ihr Gesamtwerk
- 2013 Jacques Juillard für Les Gauches françaises
- 2014 Patrice Gueniffey für Bonaparte
- 2015 Olivier Grenouilleau für Qu’est-ce que l’esclavage? Une histoire globale.
- 2016 Henry Laurens für La Question de Palestine, Daniel Roche, Histoire de la culture équestre (XVIe-XIXe siècle)
- 2017 Jean-Pierre Rioux für Ils m’ont appris l’histoire de France und sein Gesamtwerk
- 2018 Pascal Ory für Peuple souverain. De la révolution populaire à la radicalité populiste und sein Gesamtwerk
- 2019 Philippe Joutard für La Révocation de l’édit de Nantes ou les Faiblesses d’un État und sein Gesamtwerk
- 2020 Krzysztof Pomian für sein Gesamtwerk
- 2021 François Hartog für Chronos. L’Occident aux prises avec le temps
- 2022 Maurice Vaïsse für Le Putsch d’Alger und sein Gesamtwerk
- 2023 Georges Vigarello für Une histoire des lointains. Entre réel et imaginaire und sein Gesamtwerk
- 2024 Jacqueline Lalouette für L’Identité républicaine de la France. Une expression, une mémoire, des principes und für ihr Gesamtwerk
- 2025 Jean-Clément Martin für La Grande Peur de juillet 1789 und für sein Gesamtwerk